# Mapa de ruido
Un mapa de ruido es la representación cartográfica de los niveles de presión sonora (ruido) relevados en una zona concreta durante un período de tiempo determinado.
La utilidad del mapa de ruido es determinar la exposición de la población al ruido ambiental, para así adoptar los planes de acción necesarios para prevenir y reducir el ruido ambiental y, en particular, cuando los niveles de exposición puedan tener efectos nocivos en la salud humana...

## Formas de elaborar un mapa de ruido
Existen dos formas básicas de abordar la elaboración de un mapa de ruido:
1. Por muestreo. A través de la técnica acustimétrica de digitalización espacial mediante el uso de sonómetros. Es la técnica que se ha venido utilizando habitualmente a la hora de estudiar la contaminación por ruidos de grandes áreas o núcleos urbanos. La metodología se basa en una campaña de mediciones directas del ruido de no menos de un año de duración en retículas de determinados tamaños mediante un procedimiento de plata
2. Por simulación. Actualmente, se utilizan técnicas de simulación basadas en el cálculo, que acortan la duración del proceso de obtención de datos y abaratan su coste, además de introducir como ventaja fundamental la posibilidad de valorar qué parte del sonido captado procede directamente de la fuente y qué parte procede de las diferentes reflexiones acústicas del entorno. Estas nuevas técnicas de simulación son posibles gracias al aumento de la capacidad de los sistemas computacionales, a la comprensión y normalización internacional de las diferentes formas que una fuente puede generar un sonido, al entendimiento de los efectos de la propagación del sonido por los diferentes medios y materiales (ver imagen 1), y a la estandarización de los modelos de cálculo. A través del uso de estos simuladores, podemos llegar a predecir los niveles de ruido que se dan en un cualquier escenario acústico imaginable presente o futuro (ver imagen 2).)
La aplicación de metodologías de cálculo permite diferenciar las fuentes de ruido y conocer en qué medida cada una de ellas contribuye al nivel sonoro en cada zona de un núcleo urbano. De esta forma es posible comparar la relevancia de cada fuente en la contaminación acústica de la ciudad e identificar las variables sobre las que se puede actuar para reducir el impacto de cada una de ellas.